# Pseudochromis viridis
Pseudochromis viridis är en fiskart som beskrevs av Gill och Allen, 1996. Pseudochromis viridis ingår i släktet Pseudochromis och familjen Pseudochromidae. Inga underarter finns listade i Catalogue of Life.